# Gilles Devers
Pour les articles homonymes, voir Devers.
Gilles Devers, né le 4 septembre 1956 à Lyon et  mort le 26 novembre 2024 dans cette même ville, est un avocat au barreau de Lyon, blogueur, enseignant-chercheur et maître de conférences français.

## Carrière

### Universitaire
Ancien infirmier hospitalier, il enseigne le droit à l'Université de Lyon III. En 2007, il obtient une habilitation à diriger des recherches en droit, dans la spécialité droit médical, et à ce titre, il a dirigé plusieurs thèses.
À ce titre, les billets de son blog ou ses ouvrages sont repris dans différents travaux de recherches universitaires[source insuffisante].
Il est l'auteur d'environ 260 articles sur le droit médical publiés dans des revues spécialisées.
Gilles Devers est également interrogé dans le journal de la Coordination nationale infirmière (CNI), syndicat professionnel d'infirmières sur des questions juridiques, afin d'expliquer les changements importants apparaissant dans le droit médical,.

### Avocat
En octobre 2007, il participe sous la direction de la Haute Autorité de santé à un groupe de travail remettant un rapport sur des méthodes pour améliorer la coopération entre les professionnels de la santé.
Il devient « l’avocat des peuples opprimés », défendant le Sahara occidental et la Palestine.
Gilles Devers a été l'un des porte-paroles d'un groupe de 350 ONG représenté par 40 avocats chargés du traitement d'une requête en justice auprès la Cour pénale internationale pour crimes de guerre lors de la guerre de Gaza de 2008-2009. Il indique aussi avoir été mandaté par l'état de Palestine pour déposer plainte en son nom le 22 janvier 2009. Cette plainte fait alors l'objet d'une analyse de plusieurs juristes réunis en congrès.
Dans un entretien à Euronews, deux ans après le dépôt de la plainte, il explique que les éléments du dossier sont compris dans le rapport Goldstone. Il évoque des actes de tortures systématiques, jugements inéquitables et conditions de détention inappropriées pour les prisonniers, trois violations du droit international. Il explique également que les corps des détenus décédés ne sont jamais rendus à leur famille.
Il indique avoir déposé une nouvelle plainte contre Israël en juillet 2014 au nom du ministre de la justice de l'état palestinien d'union nationale, Salim al-Saqa, à propos des événements intervenus lors de Guerre de Gaza de 2014,. Après que la presse a relayé des pressions auxquelles auraient été soumises tant l'autorité palestinienne que la Cour permanente de justice internationale et que la Palestine a été autorisée a accéder au statut de Rome, la CPI accepte d'ouvrir un examen préliminaire pour les faits s'étant déroulés à partir du 13 juin 2014. 
Mandaté par différents groupes de victimes de la bande de Gaza, dont des médecins et des pêcheurs, il présente en 2018 « plus de 3 000 dossiers », au nom de Palestiniens blessés, mutilés ou tués dans la répression par l’armée israélienne des « marches du retour » organisées cette année-là dans l'enclave. 
Il devait, selon Le Monde, être l'avocat français du Hamas lors de la plainte que le mouvement palestinien prévoyait de déposer devant la Cour pénale internationale concernant les violations des droits de l’homme commises par Israël à Jérusalem, notamment la colonisation et les transferts forcés au profit de colons israéliens. Les attaques du 7 octobre 2023 réalisées par la branche armée de l'organisation empêchent cependant ce projet de plainte d'aboutir. 
En 2024, Benyamin Netanyahou et Yoav Gallant sont inculpés pour « crimes de guerre » et « crimes contre l'humanité » par la CPI pour leur conduite dans la guerre dans la bande de Gaza, notamment du fait des preuves présentés par Gilles Devers.
Avocat du Front Polisario, il obtient en 2024 l'annulation par la Cour de justice de l'Union européenne (CJUE) des accords commerciaux entre l'Union européenne et le royaume du Maroc, qui incluaient le Sahara occidental. Il a aussi été l'avocat du prisonnier politique sahraoui Naâma Asfari.
Il a ponctuellement représenté la Coordination contre le racisme et l’islamophobie et la Grande mosquée de Lyon.
Gilles Devers meurt d'un cancer le 26 novembre 2024 à l'âge de 68 ans,.

## Publications

### Ouvrages
- Droit et pratique du soin infirmier, 2013
- Mémento de droit hospitalier à l'usage des soignants, 2012
- La législation de Vichy, 2008, 674 p. (OCLC 494968880)
- Pour une réforme de l'ordre des médecins : contribution théorique et pratique à l'étude de l'institution ordinale, 2005 (OCLC 551848421), directeur de thèse Luc Saïdj (Université Jean Moulin (Lyon)) / Villeneuve d'Ascq : A.N.R.T. Université de Lille III/
- Droit et religion musulmane, 2005, avec .E. Hafiz[22].
- Gilles Devers et Chems-Eddine Hafiz, Le droit et l'islam en France, Dalloz, 2005, 320 p.[23]
(revue : Jean-Marie Gaudeul, « Littérature », Études, S.E.R., vol. 10,‎ 2005, p. 412-430 (lire en ligne)
- Lettre d'un avocat à une amie infirmière
- Droit infirmier Médecine Et Droit, 2000
- Gilles Devers et Catherine Duboys Fresney, Le collège infirmier : Une organisation de la profession infirmière, Paris, Médica, 2000, 88 p. (ISBN 978-2-914357-00-5, OCLC 412504597)
- La responsabilité infirmière, 2000
- Responsabilité médicale Droit Au Service De La Santé 1999
- Droit infirmier  (préf. Simone Veil), Eska, 1995, 300 p. (ISBN 978-2-86911-327-5)

#### CollectionDroit Et Pratique Du Soin(dirigée par Gilles Devers)
- Le code de santé mentale, Droit et pratique du soin, 2008
- Le droit et l'être humain, Droit et pratique du soin, 2007
- Code des salles de soins, Droit et pratique du soin, 2007
- Déontologie infirmière universelle : de la Déclaration universelle des droits de l'homme au code déontologique du Conseil international des infirmières, Rueil-Malmaison, Lamarre, coll. « Droit Et Pratique Du Soin », août 2005, 76 p. (ISBN 978-2-85030-978-6, OCLC 145772032)
- Droit hospitalier expliqué aux infirmières, Droit et pratique du soin, 2005
- Droit, responsabilité et pratique du soin, Droit et pratique du soin, 2007
- Code annoté des salles de soins, Droit et pratique du soin, 2006

#### Ouvrage collectif
- Mélanges en l'honneur de Gérard Mémeteau : Droit médical et éthique médicale : regards contemporains, LEH (Les Études Hospitalières), coll. « Collection Mélanges », octobre 2015, 1164 p. (ISBN 978-2-84874-591-6)

### Articles
- « Faut-il l’hospitalisation d’office », Objectif Soins, Paris, Lamarre, no 183,‎ février 2010, p. 8-10 (ISSN 1163-4634)
- « Familles et psychiatrie : que dit le droit ? », Santé mentale, Paris, Acte presse, no 159,‎ juin 2011, p. 81-83 (ISSN 1273-7208)
- « Le droit et la loi, Victor Hugo », Droit déontologie & soin, Paris, Elsevier Masson, vol. 15, no 2,‎ juin 2015, p. 129-130
- « Patient agité et pose des barrières au lit : les obligations du médecin et de l'infirmière », Droit déontologie & soin, Paris, Elsevier Masson,‎ mars 2015, p. 51-60 (DOI 10.1016/j.ddes.2015.01.013)
- « Jurisprudence : pratique des soins et responsabilité », Objectif soins & management, Rueil-Malmaison, Wolters Kluwer France, no 234,‎ mars 2015, p. 15-18 (ISSN 2264-4032)
- « Responsabilité : un mot pour plusieurs significations », Objectif soins & management, Rueil-Malmaison, Wolters Kluwer France, no 235,‎ avril 2015, p. 15-18 (ISSN 2264-4032)
- « Jurisprudence en responsabilité médicale et hospitalière », Objectif soins & management, Rueil-Malmaison, Wolters Kluwer France, no 236,‎ mai 2015, p. 13-16 (ISSN 2264-4032)
- « L'enfant malade et l'école », Objectif soins & management, Rueil-Malmaison, Wolters Kluwer France, no 237,‎ juin 2015, p. 19-21 (ISSN 2264-4032)

## Vidéographie
- Les Médicaments d'origine, éditeur Bibliothèque municipale de Lyon, 1997 (OCLC 406297261)
- Le choix du terrain procédural par les patients, du XIe séminaire de Droit médical, Université Européenne d'Été de Toulouse, Toulouse les 5 et 6 juillet 2007[24].